# St. Veit (Graz)

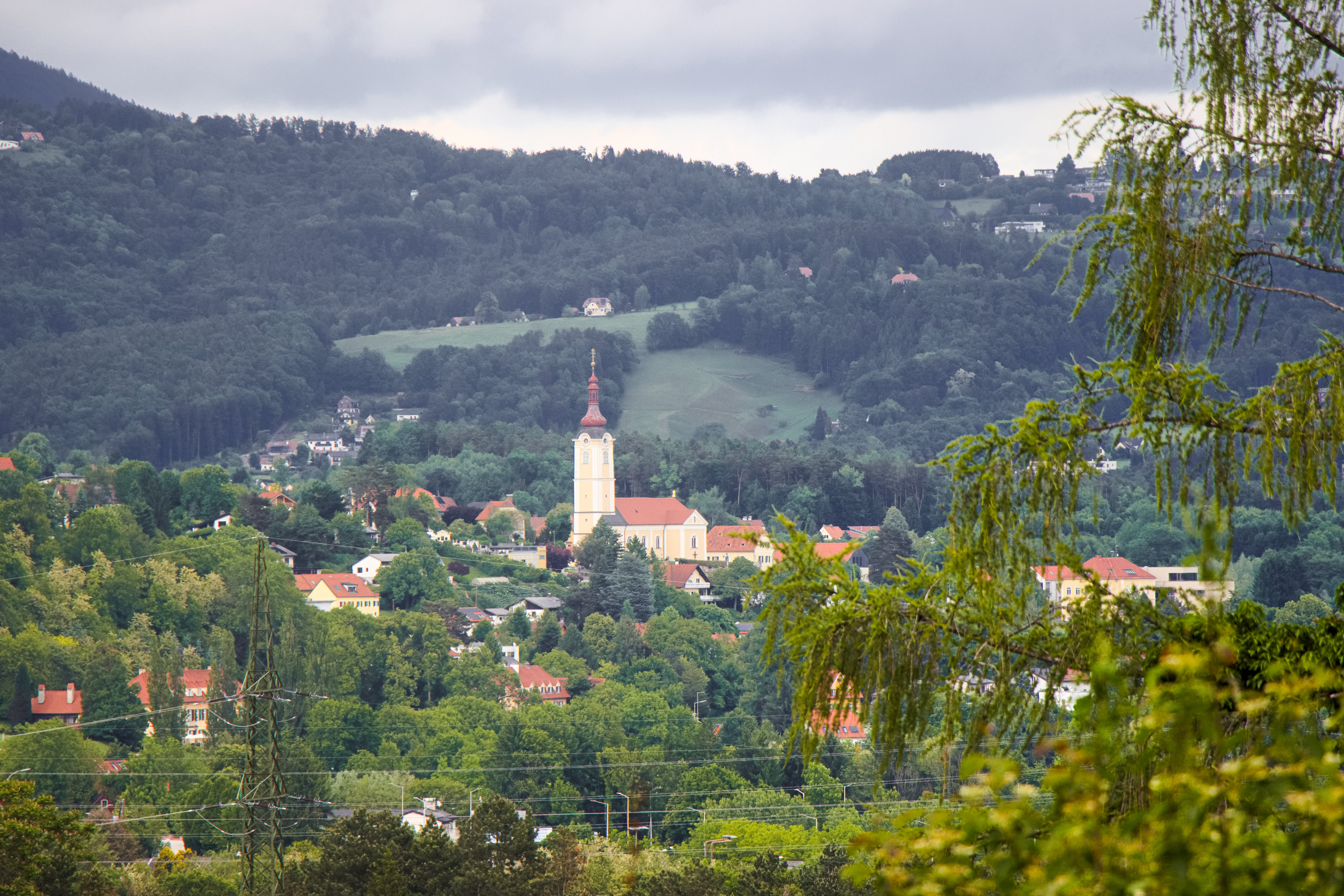
Blick vom Göstinger Ruinenberg auf St. Veit mit der Pfarrkirche St. Veit

St. Veit (früher St. Veit ob Graz) ist ein Ortsteil im Stadtgebiet von Graz, im Bezirk Andritz gelegen. Der Ort liegt auf einem der Stadt Graz zugewandten Südhang auf etwa 400 m Seehöhe etwas erhöht über der Stadt.
Die ehemalige Gemeinde St. Veit wurde nach dem „Anschluss“ Österreichs 1938 im Zuge der Bildung von „Groß-Graz“ eingemeindet und bildet gemeinsam mit Ober- und Unterandritz heute den zwölften Stadtbezirk von Graz. Das frühere Gemeindegebiet von St. Veit ob Graz teilt sich heute in die Katastralgemeinden Graz Stadt-St. Veit ob Graz (Stadtgemeinde Graz) und Gratkorn-St. Veit ob Graz (Marktgemeinde Gratkorn).

## Pfarrkirche St. Veit
→siehe Hauptartikel: Pfarrkirche St. Veit (Graz)

## Wirtschaft und Infrastruktur
In St. Veit bestehen heute neben der Pfarrkirche (mit Pfarrhof, Pfarrzentrum und Kirchenwirt) ein Kindergarten und eine Volksschule. Außer zwei Gaststätten ist die dörfliche Wirtschaft allerdings weitgehend zum Erliegen gekommen. Im Ortsgebiet befinden sich noch einige landwirtschaftliche Betriebe mit Viehzucht (insbesondere Pferdezucht) und Ackerbau (hauptsächlich für den Eigenbedarf). Die meisten Gewerbe- und Einzelhandelsbetriebe haben sich entlang der ins etwa einen Kilometer entfernte Oberandritz führenden St. Veiter Straße angesiedelt.
An den öffentlichen Verkehr ist St. Veit über die Autobuslinie 53 (führt zur zwei Kilometer entfernten Straßenbahnendhaltestelle in Unterandritz und zum Hauptbahnhof) angeschlossen.
Das ehemalige Postamt 8046 Graz-St. Veit, das unter anderem auch die gesamte Gemeinde Stattegg versorgte, wurde mit 1. Juni 2002 geschlossen. Die Postleitzahl besteht aber weiter.

## Sehenswürdigkeiten in der Umgebung
Über St. Veit gelangt man auf die Rannach in das beliebte Naherholungsgebiet der Grazer, auf der sich auch ein Alpengarten mit vielen seltenen Blumen befindet, der vom ehemaligen St. Veiter Schuldirektor Josef Ebner, der auch viele Jahre Obmann des steirischen Gartenbauvereines und des Fremdenverkehrsvereines St. Veit war, gegründet wurde. Über das Tal des Gabriachbachs ist zu Fuß der Rielteich, ein beliebtes Ziel für Spaziergänge mit einem kleinen „Naturerlebnispark“, sehr gut zu erreichen. Am südwestlichen Rand von St. Veit befindet sich seit Mitte der 1990er Jahre ein Neun-Loch-Golfplatz.

## Persönlichkeiten
Berühmtester Einwohner St. Veits war wohl der ehemalige steirische Landeshauptmann Josef Krainer junior. Ein geschätzter Gönner der örtlichen Volksschule war im 19. Jahrhundert Josef Körösi, der Gründer der nahe gelegenen Maschinenfabrik Andritz (heute Andritz AG). Eine weitere bekannte Persönlichkeit des Ortes ist Lois Steiner, der in St. Veit Volksschuldirektor war und sich insbesondere als Sammler steirischer Volkslieder verdient gemacht hat. Nach ihm wurde auch ein kurzer Weg im Ortszentrum benannt. Auch Sepp Tezak, 1923 in Kapfenberg geborener Eisenbahnhistoriker, -fotograf und -maler, war in Graz St. Veit beheimatet.

## Kultur
Ein wichtiger Kulturträger in diesem Bezirk ist der 1872 gegründete Musikverein St.Veit/Andritz/Stattegg. Der Musikverein versucht nicht nur die Blasmusikkultur aufrechtzuerhalten, sondern auch junge Menschen zu einer sinnvollen Freizeitbeschäftigung zu führen. Dazu dient das im Blasmusikbezirk Graz installierte MAZ (Musikalisches Ausbildungszentrum), das mit verschiedenen Schulen zusammenarbeitet.